# Mackenzie dykes

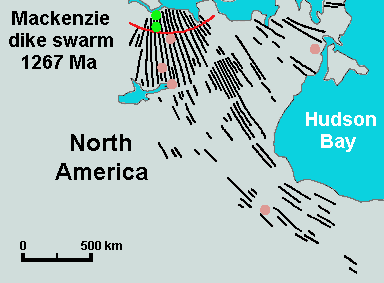
De locatie van de Mackenzie dykes

Mackenzie dykes is een stelsel van dikes in het noorden van Canada, gelegen tussen Great Slave Lake en de kust in het hoge noorden. 
Vooral in het laagland van het Canadees Schild, dat door landijs is afgevlakt, komen veel evenwijdige dikes (planaire intrusies) aan het oppervlak. Deze zijn verenigd tot het grootste stelsel van dikes ter wereld.
De Mackenzie dykes ontstonden toen magma binnendrong in spleten die zich hadden geopend langs een spanningszone boven een hotspot. Op sommige plaatsen is aan het oppervlak veel basalt uitgevloeid. Op grote diepte bevinden zich gelaagde gabbro-intrusies. Dat toont aan dat op deze plek ooit nieuwe aardkorst is gevormd.